# Hechtstrip

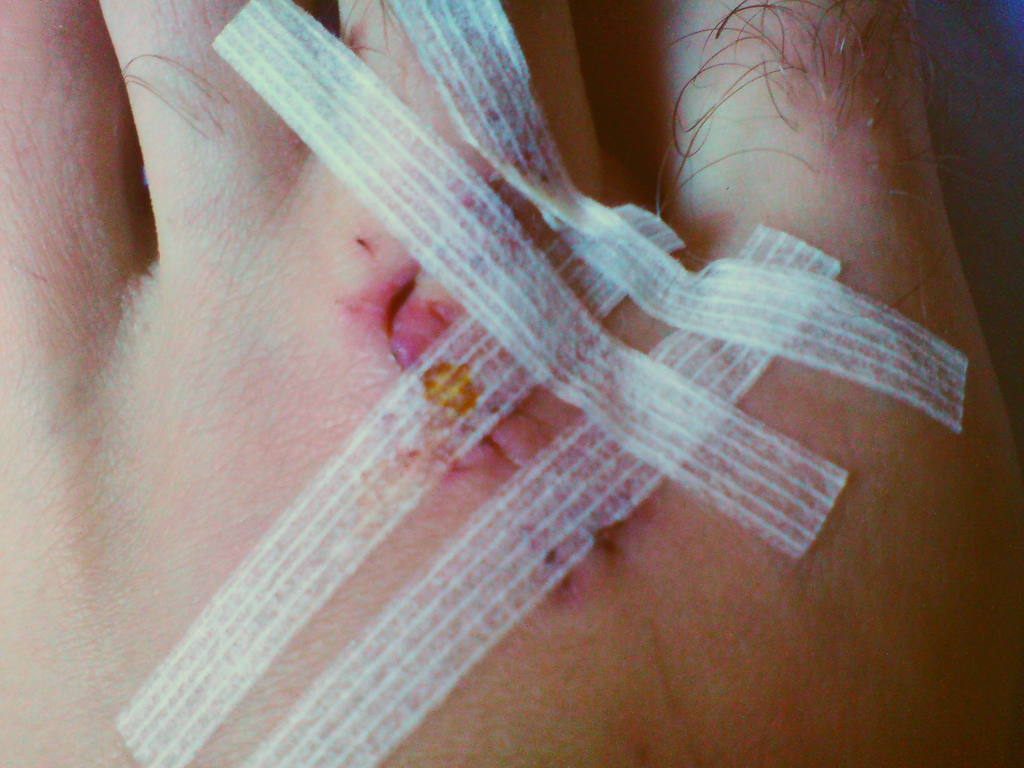
Hechtstrips van het type 'Steri-Strips'.

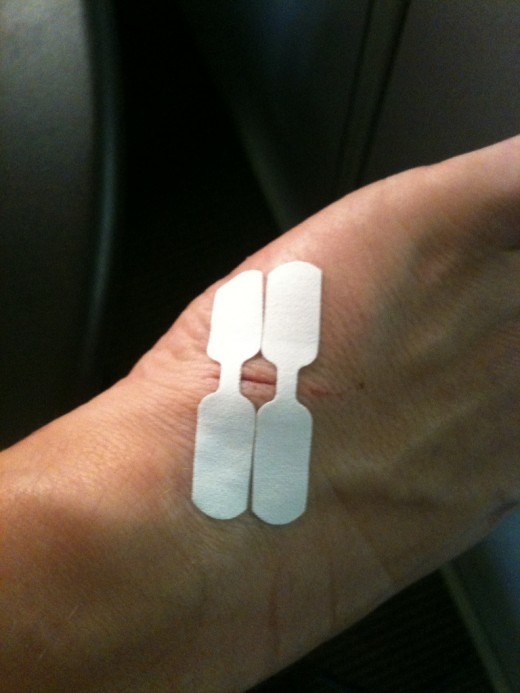
'Zwaluwstaartjes'

Een hechtstrip (door merkverwatering ook wel 'Steri-Strips' genoemd) is een zelfklevende pleisterstrip die gebruikt kan worden om de wondranden van een snij- of scheurwond naar elkaar toe te trekken. Tegelijkertijd kunnen ze, door dakpansgewijs te plakken, de wond afdekken om inwerking van vuil te voorkomen. Dit hechten door middel van strips zorgt ervoor dat de wond sneller en met een kleiner litteken kan genezen. Hechtstrips worden voornamelijk toegepast bij kleine snijwondjes.
Een variant op de hechtstrip zijn de zogenaamde 'zwaluwstaartjes'. Deze zijn als zodanig te koop maar kunnen ook zelf gemaakt worden door bij een gewone pleister aan beide zijden een driehoekje weg te knippen. Het verschil is dat zwaluwstaartjes smal zijn op de plaats waar de wond zich bevindt, zodat er minder pleister aan de wond zelf zal plakken. Hechtstrips daarentegen worden dwars over de wond heen geplakt.
De werking van hechtstrips is vergelijkbaar met het chirurgisch hechten van een wond, namelijk het naar elkaar toe trekken van wondranden. Het voordeel van hechtstrips is dat er geen extra letsel hoeft te worden toegebracht door de hechtnaald, en dat er daarvoor dus ook geen verdoving nodig is. Een nadeel van hechtstrips is echter dat ze veel minder sterk zijn, en niet gebruikt kunnen worden op plaatsen waar de huid onder spanning staat. Ook kunnen hechtstrips vrij eenvoudig losraken, zeker als ze nat worden.
Een hechtmethode die qua voor- en nadelen het midden houdt tussen hechtstrips en chirurgisch hechten, is wondlijm.